# F. Přibík, Březhrad u Hradce Králové, úpravna usní
F. Přibík, Březhrad u Hradce Králové, úpravna usní byla rodinná firma, která sídlila v bývalém Grégrově mlýně, kde od roku 1919 upravovala usně.

## Historie
V roce 1919 prodal Václav Pospíšil polovinu mlýna (mlýnici), v němž se od požáru roku 1912 nemlelo, Antonínu Přibíkovi, který v něm zřídil továrnu na usně. O 12 let později byl do objektu zaveden elektrický proud.
Továrna na usně vyhořela poprvé v zimě 1924. V roce 1930 je firma jmenována jako člen Svazu čs. průmyslu koželužského. Dne 27. března 1937 vypukl v barvírně požár, který byl způsoben jiskrou z kamen, která dopadla na pytle s africkou trávou a bavlnou a od nich se vznítilo již zpracované zboží. Majitel utrpěl škodu ve výši 10 000 Kč. O dva roky později je firma označována jako F. Přibík (Leo Wälder).
V roce 1941 koupil objekt Jan Vaněk. Podnik upravil a přeměnil na barvírnu kožešin a jirchárnu (kůže se zde zpracovávaly chemickou cestou pomocí roztoku kamence). Projekt rekonstrukce objektu firmy „Jan Vaněk, továrna na vyčiňování a barvení kožišin“ vypracoval v únoru 1944 královéhradecký stavitel Jaroslav Hájek, není ale známo, které stavební zásahy byly firmou provedeny. Dne 27. června 1948 byl zadlužený podnik znárodněn a později včleněn do n. p. Kara.